# アズナカエヴォ
座標: 北緯54度51分0秒 東経53度6分0秒 / 北緯54.85000度 東経53.10000度

アズナカエヴォ（アズナカーイェヴォ、ロシア語: Азнака́ево、ラテン文字表記の例: Aznakayevo）、あるいはアズナカイ（タタール語: Азнакай, Aznaqay）はロシアのタタールスタン共和国南東部にある都市。人口は3万4750人（2021年）。
カマ川水系のイク川の左支流、ストヤルリャ川（Стярля）沿いに建つ。共和国の首都カザンからは南東へ376km。周囲は石油産業の町が多く、西にはアリメチエフスクが、南西にはブグリマやレニノゴルスクが、南にはバヴルィやオクチャブリスキー（バシコルトスタン共和国）がある。

## 歴史
アズナカエヴォの村は1762年に誕生し、1859年までには小さな聖堂のある村（セロー）が形成されていた。1951年に油田が発見されると、労働者集落がこの地にできた。1956年には都市型集落（町）となり、1987年には市となった。

## 文化・産業・交通
1999年には歴史博物館が開館し、1997年には白いモスクが新しく建設されている。町から5km離れた場所には、標高334mの山があり、タタールスタンで最も高い山として、希少植物の多い山として親しまれている。
主な産業は原油および天然ガスの採掘であり、タタールスタンの石油会社タトネフチの子会社アズナカエフネフチが操業している。また石油関連の機械製造、繊維、食品などの工場も立地する。
ヴォルガ河畔のウリヤノフスクからチシムィ（バシコルトスタン共和国）を経てウファに至る鉄道のユタザ駅が最寄り駅で、町の中心からは南へ34km離れている。